# Wojnowice (powiat Wrocławski)
Wojnowice (Duits: Zindel) is een dorp in de Poolse woiwodschap Neder-Silezië. De plaats maakt deel uit van de gemeente Czernica.